# Музеј Антоњина Дворжака
Музеј Антоњина Дворжака (чеш. Muzeum Antonína Dvořáka) у Прагу је музеј посвећен чешком композитору Антоњину Дворжаку (1841–1904).  
То је део Чешког музичког музеја, који је пак део Националног музеја. Од 1932. године музеј се налази у згради барокног стила коју је пројектовао познати архитекта Килијан Игнац Динценхофер почетком 18. века, иако сама кућа нема посебне везе са Дворжаком. Налази се у северном делу Новог града, на око 15 минута хода од центра Прага. 
Музеј приказује фотографије, исечке из новина, програме и личне предмете који се односе на композитора, укључујући његову виолу и клавир, као и његов сат, оловку и наочаре. У згради се налази јединствена збирка његових рукописа и преписке, чиме се пружа важан извор за истраживање Антоњина Дворжака. Ту се редовно одржавају концерти, семинари, предавања и изложбе.
Изнад његовог стола виси портрет Лудвига ван Бетовена, који се првобитно налазио у композиторовом стану у улици Житна у Прагу. На првом спрату музеја налази се мултимедијални зид који омогућава да се чују многе Дворжакове композиције у различитим аранжманима. Музеј је важан центар за проучавање Дворжака и његовог рада, што га чини популарном дестинацијом не само међу туристима већ и међу музичким професионалцима из целог света.
Музеј такође организује годишњу церемонију уочи дана његове смрти (1. маја) на његовом гробу на Вишеградском гробљу јужно од округа Нови град. На његов рођендан у родној кући у Нелахозевесу је прослава. Музеј брине и о сеоској кући његовог зета Јосефа Сука. Комеморативни центри повезани са Дворжаком постоје и на другим локацијама: постоји стална поставка на његовом сеоском имању у Високој код Прибрама, један у Злоњицама и спомен сала у дворцу Сихрој код Турнова. 

## Историјат
Према плановима Килијана Игнаца Динценхофера, изграђен је летњиковац за грофа Вацинова; овај једноспратни барокни објекат сматра се његовим првим радом у Прагу након десетогодишњег студирања европске архитектуре. Зграда је завршена пре 1720. То је шармантна кућа са мансардним кровом и пластично обликованим фронтом. Према улици, летњиковац има два дограђена приземна павиљона. Отприлике 10 година касније, у башти су постављене скулптуралне декорације Матјаша Бернарда Брауна. Две скулптуралне групе од пешчара представљају годишња доба, пролеће и зиму, односно лето и јесен; између осталих скулптура налазе се фигуре Сатира и две камене вазе. Место се некада звало "Код патуљака" због украса на улазу. Године 1729. летњиковац је купио Карел Јозеф гроф Десфор, а власници су се после тога неколико пута мењали – у 19. веку кућа је била у власништву Јозефа Вејта и тада је служила као окупљалиште образованих група људи. Године 1826. овде је отворен баштенски ресторан по имену "Америка", са углавном немачком клијентелом. Године 1843. трошну зграду са великом баштом купио је град Праг; прво је овде основана сточна пијаца, а касније су распродали просторе за изградњу. Објекат је рестаурирао арх. Антоњин Баум 1884. године, а затим поново 1911. године, када је мало двориште испред летњиковца било ограђено решетком од ливеног гвожђа. Решетка је копија оригиналне барокне решетке, која је после 1884. продата Дрездену. Почетком 20. века била је седиште женске гимназије "Минерва" и Завода за сиромашне.
Почетком тридесетих година 20. века основано је Удружење за подизање споменика А. Дворжаку, касније преименовано у Удружење Антоњин Дворжак, чији су чланови окупљали успомене на славног композитора са циљем да му подигну достојанствен споменик. Године 1932. у летњиковцу је отворена прва изложба о композиторовом животу и раду. Музеј је 1956. године ушао у управу Музеја чешке књижевности, а од 1976. је укључен у Музеј музике, који припада Народном музеју. 1991. године (за прославу 150. годишњице Дворжаковог рођења) постављена је нова изложба. 
Главни део зграде је велика сала на првом спрату, чије зидове и свод прекривају фреске Јана Фердинанда Шора (Аполон, Архимедова смрт, Апел, Орфеј, Градитељ римског Колосеума). Фреске је рестаурирао Ј. Херман 1894. године, а слике је рестаурирао академски сликар Бохумил Чила 1956 - 1957. године. Објекат је рестауриран 1977. године.